# Hertzsche Pressung

Hertzsche Pressung zwischen zwei gekrümmten Körpern

Unter der Hertzschen Pressung (nach dem deutschen Physiker Heinrich Hertz) versteht man die größte Spannung, die in der Mitte der Berührungsfläche zweier elastischer Körper herrscht.
Werden zwei starre Körper mit gewölbter Oberfläche (Zylinder oder Kugeln) gegeneinander gepresst, dann berühren sie sich in diesem idealisierten Fall nur linien- oder punktförmig. Im elastischen Körper aber entstehen durch die Elastizität an der Berührstelle eine Abplattung und eine Berührungsfläche sowie auf der Berührungsfläche in beiden Körpern eine charakteristische Spannungsverteilung (Flächenpressung).
Nach Hertz können Größe und Form der Berührungsfläche sowie die Höhe und Verteilung der mechanischen Spannungen unter der Berührungsfläche berechnet werden. So hängt die Höhe der Hertzschen Pressung ab von der Kraft, mit der die beiden Körper aufeinander gepresst werden, von ihren Krümmungsradien, ihren Elastizitätsmoduln und von den Querkontraktionszahlen ihrer Werkstoffe.
Form der Berührflächen:
- berühren sich zwei Kugeln, eine Kugel und eine Ebene oder zwei gekreuzte Zylinder, so entsteht eine Berührellipse.
- Bei Berührung zweier paralleler Zylinder oder eines Zylinders mit einer Ebene entsteht eine rechteckige, langgestreckte Berührungsfläche; man spricht hier auch von Walzenpressung.

## Voraussetzungen
Voraussetzungen für die Berechnung der Flächenpressung nach den Hertzschen Gleichungen sind
- linear-elastische, homogene und isotrope Werkstoffe
- Kontaktfläche eben und klein (gegenüber den Abmessungen der Körper)
- Reibungsfreiheit, keine Schubspannungen in der Kontaktfläche
- die Körper können als elastische Halbräume betrachtet werden

## Berechnung

### Allgemein
Die Hertzsche Pressung bei Kontakt gekrümmter Oberflächen berechnet sich nach
{\displaystyle p_{\mathrm {max} }={\frac {1}{\xi \cdot \eta }}\cdot {\frac {1}{\pi }}\cdot {\sqrt[{3}]{{\frac {3F\cdot (\sum k)^{2}}{8}}\cdot \left({\frac {E}{1-\nu ^{2}}}\right)^{2}}}}
wobei gilt:
- {\displaystyle \xi ,\eta } -- Beiwerte nach Hertz für die Berührung gekrümmter Oberflächen
- {\displaystyle F} -- Kraft zwischen den Körpern
- {\displaystyle k} -- Krümmung = Kehrwert des Radius
- {\displaystyle {\frac {1-{\nu }^{2}}{E}}={\frac {1}{2}}\cdot \left({\frac {1-{\nu }_{1}^{2}}{E_{1}}}+{\frac {1-{\nu }_{2}^{2}}{E_{2}}}\right)}

- {\displaystyle {\nu }_{1,2}} -- Poissonzahl (auch: Querkontraktionszahl) Körper 1, Körper 2
- {\displaystyle E_{1,2}} -- E-Modul der Werkstoffe Körper 1, Körper 2.

### Punktberührung Kugel – Kugel
Für den einfachen Berührungsfall Kugel – Kugel gilt:
{\displaystyle p_{\mathrm {max} }={\frac {1}{\pi }}\cdot {\sqrt[{3}]{{\frac {1,5F}{r^{2}}}\cdot \left({\frac {E}{1-\nu ^{2}}}\right)^{2}}}}
mit
- {\displaystyle r={\frac {r_{1}\cdot r_{2}}{r_{1}+r_{2}}}={\frac {1}{\sum k}}} mit {\displaystyle r_{1,2}} -- Kugelradien Kugel 1, Kugel 2
- {\displaystyle E=2{\frac {E_{1}\cdot E_{2}}{E_{1}+E_{2}}}}

#### Sonderfälle
- Kugel – Hohlkugel: Falls die größere Kugel die kleinere umschließt, wird  {\displaystyle r_{2}} negativ eingesetzt.
- Kugel – Ebene: {\displaystyle r_{2}\rightarrow \infty } und damit {\displaystyle r=r_{1}}

### Linienberührung Zylinder – Zylinder
Für den einfachen Berührungsfall Zylinder – Zylinder (oder Ebene) gilt:
{\displaystyle p_{\mathrm {max} }={\sqrt {{\frac {F}{2\pi rl}}\cdot {\frac {E}{1-\nu ^{2}}}}}}
mit
- {\displaystyle l} -- Berührungslänge der Zylinder.